# 奧格斯滕山
46°51′59.2″N 10°11′37.4″E / 46.866444°N 10.193722°E

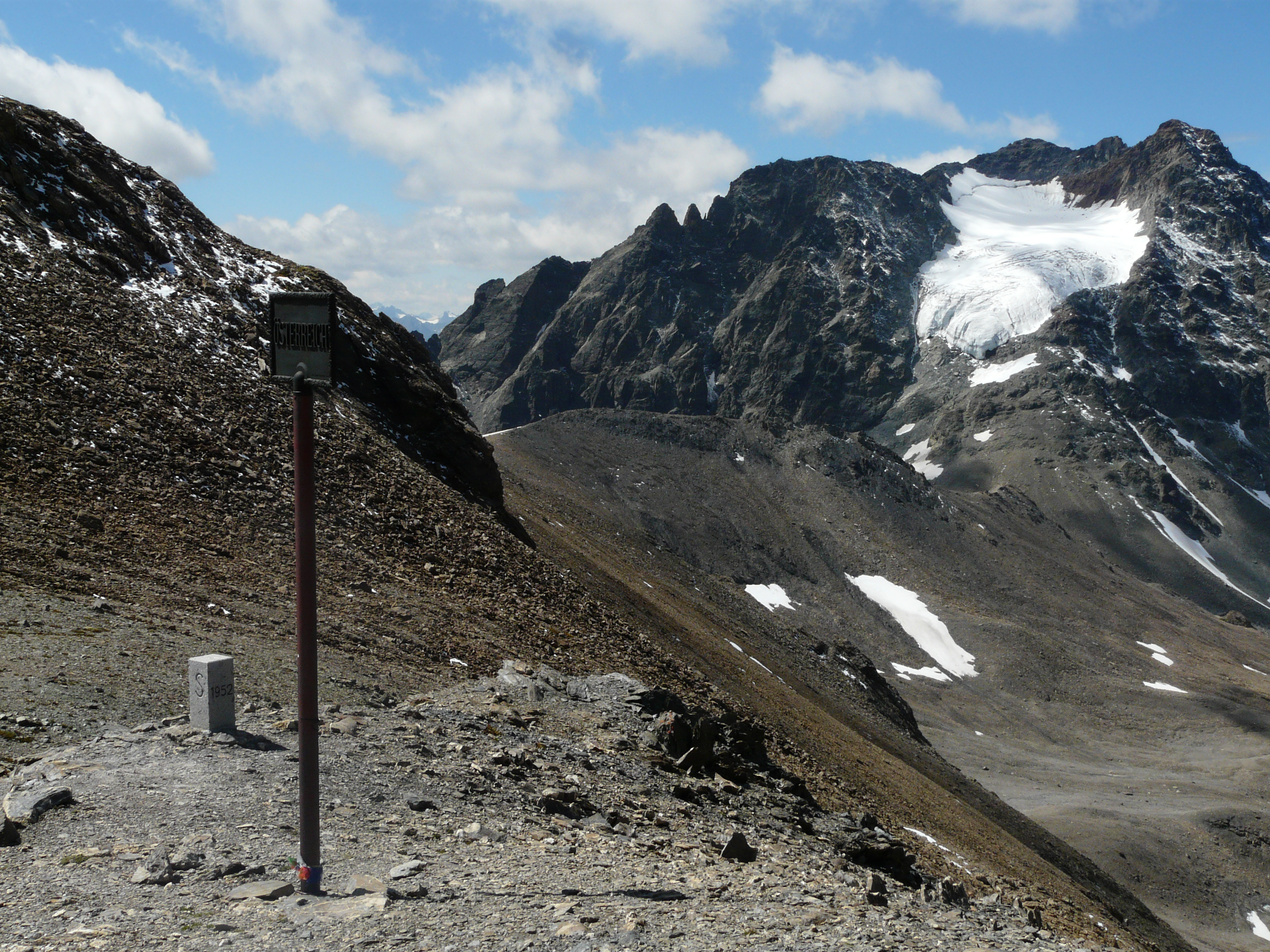

奧格斯滕山（德語：Augstenberg），是中歐的山峰，位於奧地利和瑞士接壤的邊境，屬於錫爾夫雷塔阿爾卑斯山脈的一部分，海拔高度3,230米，人類首次在1881年8月23日登頂。